# Ɀ
Cette page contient des caractères spéciaux ou non latins. S’ils s’affichent mal (▯, ?, etc.), consultez la page d’aide Unicode.
Ɀ (minuscule : ɀ), appelé Z à paraphe, est une lettre latine additionnelle utilisée dans certaines notations phonétiques africanistes, qui était utilisée dans l’écriture du shona de 1932 à 1955.
Il s’agit de la lettre Z dont la forme provient de paraphe.

## Utilisation
Le z à paraphe a été utilisé dans l’orthographe otomie utilisée dans Reglas de orthographia, diccionario, y arte del idioma othomi de Luis Neve y Molina publié en 1767 ou dans celle utilisée dans Catecismo de la doctrina cristiana en lengua otomí de Francisco Pérez publié en 1834.
En shona, la lettre Z à paraphe ‹ Ɀ, ɀ › a été utilisée dans l’orthographe de 1932 à 1955 avant d’être remplacé par le digramme ‹ zv ›.
La lettre Z à paraphe a aussi été utilisé en ndau.
Le symbole ‹ ɀ › est parfois utilisé dans certaines notations phonétiques africanistes pour transcrire une consonne fricative alvéolaire voisée labialisée, officiellement transcrit /zʷ/ dans l’alphabet phonétique international, comme ej hameçon ‹ ƺ ›.

## Représentations informatiques
Le Z à paraphe souscrit peut être représenté avec les caractères Unicode suivants (latin étendu additionnel, latin étendu C) :
| formes    | représentations | chaînes de caractères | points de code | descriptions                        |
| --------- | --------------- | --------------------- | -------------- | ----------------------------------- |
| capitale  | Ɀ               | Ɀ                     | U+2C7F         | lettre majuscule latine z à paraphe |
| minuscule | ɀ               | ɀ                     | U+0240         | lettre minuscule latine z à paraphe |